# Бубнов, Георгий Григорьевич
Гео́ргий Григо́рьевич Бубнов (11.06.1934 — 29.10.1986) — советский учёный в области радиотехники (разработчик антенных систем), профессор, доктор технических наук (1972), лауреат Государственной премии СССР (1978).

## Биография
Родился в 1934 году в Тюкалинске Омской области. Окончил факультет радиотехники и кибернетики Московского физико-технического института (1958, дипломник базовой кафедры ЦКБ «Алмаз», возглавлявшейся академиком А. А. Расплетиным). В 1958—1960 инженер КБ-1 (Москва).
С 1960 года зам. главного конструктора, начальник СКБ Завода им. Хруничева (Москва) С 1965 г. директор — научный руководитель КБ радиотехнических приборов, НИИ радиофизики.
Первый заведующий кафедрой прикладной электродинамики МФТИ. Профессор, зав. кафедрой в МАИ.
Дочь — Ефименко Ирина Григорьевна.
Умер 29 октября 1986 года.

## Награды и звания
- Государственная премия СССР (1978 год) — за работу в области создания больших антенн для радиолокационных станций;
- Государственная премия Армянской ССР (1986);
- Орден Октябрьской Революции (1985);
- Два ордена Трудового Красного Знамени (1966, 1971);
- Медаль «За доблестный труд»;
- Знак «Почётный радист СССР».

## Память
- В ноябре 2020 года его именем была названа улица в районе Северное Тушино в Москве[2][3].